# Kacper Sezonienko
Kacper Sezonienko (ur. 23 marca 2003 w Ostródzie) – polski piłkarz występujący na pozycji napastnika w polskim klubie Lechia Gdańsk.

## Kariera klubowa

### Lechia Gdańsk
Sezonienko w wieku 8 lat rozpoczął treningi w Akademii Piłkarskiej Ostróda. W czerwcu 2018 roku podpisał kontrakt z klubem Lechia Gdańsk. Na początku sezonu 2019/20 rozpoczął treningi z pierwszą drużyną.

### Bytovia Bytów
14 sierpnia 2020 został wysłany na roczne wypożyczenie do drużyny Bytovii Bytów. Zadebiutował 23 sierpnia 2020 w meczu Pucharu Polski przeciwko Bruk-Betowi Termalica Nieciecza (0:4). W II lidze zadebiutował 29 sierpnia 2020 w meczu przeciwko Olimpii Grudziądz (2:0), w którym zdobył dwie bramki.

### Lechia Gdańsk
W czerwcu 2021 powrócił do klubu z wypożyczenia. Zadebiutował 8 sierpnia 2021 w meczu Ekstraklasy przeciwko Śląskowi Wrocław (1:1). Pierwszą bramkę zdobył 24 września 2021 w meczu ligowym przeciwko Górnikowi Łęczna (0:4). 28 grudnia 2021 przedłużył kontrakt z klubem do 2025 roku.

## Kariera reprezentacyjna

### Polska U-17
22 stycznia 2020 otrzymał powołanie do reprezentacji Polski U-17. Zadebiutował 6 lutego 2020 w meczu towarzyskim przeciwko reprezentacji Gruzji U-17 (2:0). Pierwszą bramkę zdobył 8 lutego 2020 w meczu towarzyskim przeciwko reprezentacji Norwegii U-17 (2:2).

### Polska U-20
13 października 2022 otrzymał powołanie do reprezentacji Polski U-20. Zadebiutował 23 września 2022 w meczu przeciwko reprezentacji Niemiec U-20 (2:1).

### Polska U-21
29 października 2021 otrzymał powołanie do reprezentacji Polski U-21, jednak z powodu choroby nie wziął udziału w zgrupowaniu. 18 maja 2022 został ponownie powołany do młodzieżowej reprezentacji. Zadebiutował 1 czerwca 2024 w meczu przeciwko reprezentacji Macedonii Północnej U-21 (1:2).

## Statystyki

### Klubowe
(aktualne na dzień 18 lutego 2025)
| Klub                 | Sezon              | Liga               | Liga  | Liga   | Puchar kraju | Puchar kraju | Suma  | Suma   |
| Klub                 | Sezon              | Liga               | Mecze | Bramki | Mecze        | Bramki       | Mecze | Bramki |
| -------------------- | ------------------ | ------------------ | ----- | ------ | ------------ | ------------ | ----- | ------ |
| Bytovia Bytów (wyp.) | 2020/21            | II liga            | 32    | 5      | 1            | 0            | 33    | 5      |
| Bytovia Bytów (wyp.) | Ogólnie            | Ogólnie            | 32    | 5      | 1            | 0            | 33    | 5      |
| Lechia Gdańsk        | 2021/22            | Ekstraklasa        | 26    | 1      | 2            | 0            | 28    | 1      |
| Lechia Gdańsk        | 2022/23            | Ekstraklasa        | 24    | 0      | 1            | 1            | 25    | 1      |
| Lechia Gdańsk        | 2023/24            | I liga             | 25    | 3      | 0            | 0            | 25    | 3      |
| Lechia Gdańsk        | 2024/25            | Ekstraklasa        | 21    | 0      | 1            | 0            | 22    | 0      |
| Ogólnie              | Ogólnie            | Ogólnie            | 96    | 4      | 4            | 1            | 100   | 5      |
| Ogólnie w karierze   | Ogólnie w karierze | Ogólnie w karierze | 128   | 9      | 5            | 1            | 133   | 10     |

### Reprezentacyjne
(aktualne na dzień  1 czerwca 2024)
| Reprezentacja | Rok     | Mecze | Bramki |
| ------------- | ------- | ----- | ------ |
| Polska U-17   |         |       |        |
| 2020          | 3       | 1     |        |
| Ogólnie       | Ogólnie | 3     | 1      |
| Polska U-20   |         |       |        |
| 2022          | 2       | 0     |        |
| Ogólnie       | Ogólnie | 2     | 0      |
| Polska U-21   |         |       |        |
| 2024          | 1       | 0     |        |
| Ogólnie       | Ogólnie | 1     | 0      |

| Mecze i gole w reprezentacji | Mecze i gole w reprezentacji | Mecze i gole w reprezentacji | Mecze i gole w reprezentacji | Mecze i gole w reprezentacji | Mecze i gole w reprezentacji | Mecze i gole w reprezentacji | Mecze i gole w reprezentacji |
| Lp.                          | Data                         | Miejsce                      | Gospodarz                    | Gość                         | Wynik                        | Gol                          | Rozgrywki                    |
| ---------------------------- | ---------------------------- | ---------------------------- | ---------------------------- | ---------------------------- | ---------------------------- | ---------------------------- | ---------------------------- |
| 1.                           | 06.02.2020                   | La Manga                     | Polska U-17                  | Gruzja U-17                  | 2:0                          |                              | Mecz towarzyski              |
| 2.                           | 08.02.2020                   | La Manga                     | Polska U-17                  | Norwegia U-17                | 2:2                          | Gol                          | Mecz towarzyski              |
| 3.                           | 10.02.2020                   | La Manga                     | Polska U-17                  | Chorwacja U-17               | 4:0                          |                              | Mecz towarzyski              |
| 1.                           | 23.09.2022                   | Unterhaching                 | Polska U-20                  | Niemcy U-20                  | 1:2                          |                              | Elite League                 |
| 2.                           | 23.09.2022                   | Stalowa Wola                 | Polska U-20                  | Portugalia U-20              | 3:1                          |                              | Elite League                 |
| 1.                           | 01.06.2024                   | Radom                        | Polska U-21                  | Macedonia Północna U-21      | 1:2                          |                              | Mecz towarzyski              |